# Rhabdotorrhinus
Rhabdotorrhinus é um gênero de aves da família Bucerotidae.
As seguintes quatro espécies são reconhecidas:
- Calau-de-panai, Rhabdotorrhinus waldeni (Sharpe, 1877)
- Calau-coralino, Rhabdotorrhinus leucocephalus (Vieillot, 1816)
- Calau-da-celebes, Rhabdotorrhinus exarhatus (Temminck, 1823)
- Calau-enrugado, Rhabdotorrhinus corrugatus (Temminck, 1832)